# Liga de Acción Pro-Vida
La Liga de Acción Pro-Vida  (en inglés Pro-Life Action League) es una organización provida estadounidense fundada por Joseph M. Scheidler en Chicago en 1980, teniendo como objetivo principal poner fin al aborto. Joe Scheidler es el director nacional, su hijo, Eric Scheidler , es el director ejecutivo, y su esposa, Ann Scheidler, es la vicepresidenta de la organización.
Participó de manera prominente en la decisión de la Corte Suprema de Scheidler v. NOW 2006.
El grupo realiza protestas y vigilias de oración en clínicas de aborto. Sin éxito hizo campaña para detener la apertura de una clínica de Planned Parenthood en Aurora (Illinois) en septiembre de 2007.

## Historia
La Liga de Acción Pro-Vida fue fundada por Joseph M. Scheidler en 1980 con el objetivo de evitar abortos. Joe se involucró por primera vez en el movimiento provida en 1972, cuando a instancias de su esposa Ann llevó a la familia a un día de propaganda provida en el centro de Chicago. Una foto de un bebé abortado al final del embarazo le recordó la foto del bebé de su hijo Eric y el tema del aborto se volvió personal para él. Poco después de que la Corte Suprema legalizara el aborto en Roe v. Wade , Joe se convirtió en un activista provida de tiempo completo.
Después de trabajar para otras organizaciones provida durante varios años, Joe fundó la Liga de Acción Pro-Vida  (en inglés Pro-Life Action League) para satisfacer la necesidad que veía de que los estadounidenses provida tomaran medidas audaces y directas para salvar a los bebés del aborto en sus propias comunidades. Su manual de activistas provida de 1985, CERRADO: 99 maneras de detener el aborto , puso a los provida en todo Estados Unidos y el mundo a trabajar eficazmente en la lucha contra el aborto.

### Activismo provida
La Liga de Acción Pro-Vida se ha convertido en el líder nacional reconocido en activismo provida que incluye: 

#### Testigo de la clínica de aborto
A través de vigilias de oración fuera de las instalaciones de aborto y asesoramiento en la acera se acercan a las mujeres y parejas vinculadas al aborto con alternativas de aborto, asesoramiento confidencial, acceso a recursos para el embarazo y otra ayuda.
Esta es la primera y más importante forma de activismo provida. 

#### Protesta pública
Aumentan la conciencia sobre la injusticia del aborto a través de marchas, piquetes, vigilias de oración y exhibiendo imágenes de víctimas del aborto en las plazas públicas.
La Liga trabaja con cientos de líderes locales en todo Estados Unidos coordinando eventos nacionales de oración y protesta, como el Día Nacional de Recuerdo para Niños Abortados. 

#### Enfrentando a los abortistas
Enfrentan a los proveedores de aborto y sus aliados donde sea que estén. Protestan fuera de las instalaciones de clínicas de aborto y en los eventos pro aborto, se infiltran en sus reuniones y grupos, investigan y exponen su actividad ilegal e indecorosa y los confrontan con la realidad de lo que están haciendo.
También han publicado conmovedores testimonios de exproveedores de servicios de aborto . 

#### Lucha contra Planned Parenthood
Luchan contra la apertura de nuevas instalaciones administradas por la cadena de abortos más grande del país, Planned Parenthood, o para traer testigos provida a alguna instalación que ya está operando, la Liga tiene las herramientas para marcar la diferencia. Como copatrocinador principal de la campaña nacional #ProtestPP, coordinan protestas provida en las instalaciones de Planned Parenthood en Estados Unidos.

### Organización Nacional de Mujeres v. Scheidler
En 1986, la Organización Nacional para la Mujer (NOW) presentó una demanda en el Tribunal de Distrito de los Estados Unidos contra una gran cantidad de grupos e individuos contra el aborto, incluida la Red de Acción Pro-Vida (PLAN) y Scheidler, entre otros. La demanda fue presentada bajo el reclamo de que Scheidler y los otros acusados habían violado la Ley de Organizaciones Corruptas e Influyentes de Racketeer a través de una conspiración para evitar que las mujeres accedan a servicios de aborto a través de la amenaza de violencia o la amenaza implícita de violencia. El tribunal de distrito desestimó el caso alegando que una organización sin un motivo económico (como PLAN, una organización sin fines de lucro) no podía considerarse una "empresa de crimen organizado" bajo RICO.
Sin embargo, el caso fue llevado ante el Tribunal de Apelaciones, donde se determinó que una organización sin fines de lucro podría, de hecho, considerarse una empresa de crimen organizado. Esto fue confirmado por la Corte Suprema en 1994, en una votación de 9-0 a favor de Organización Nacional para la Mujer (NOW). Esto permitió que el caso original avanzara. La decisión no hizo ninguna declaración sobre si Scheidler y PLAN fueron o no culpables de las acusaciones de crimen organizado. Simplemente declaró que podrían ser juzgados bajo RICO.
En 1998 comenzó un juicio para determinar si las acusaciones contra Scheidler y PLAN eran ciertas y si, de hecho, eran violaciones de RICO y la Ley Hobbs (esto se agregó como un predicado). El papel de la Organización Nacional para la Mujer (NOW) era demostrar que PLAN había hecho un esfuerzo nacional para evitar que las mujeres accedieran a clínicas de aborto a través de la violencia o la amenaza de la misma. Después de los testimonios de la Organización Nacional para la Mujer (NOW), el jurado decidió por unanimidad que PLAN era culpable. El tribunal otorgó una compensación monetaria a la Organización Nacional para la Mujer (NOW), y también dictaminó que PLAN estaba prohibido interferir con el derecho de la Organización Nacional para la Mujer (NOW) a proporcionar servicios de aborto.
PLAN apeló al séptimo circuito bajo el reclamo de que no habían violado la Ley Hobbs. La ley define explícitamente la extorsión como la obtención de propiedades, y PLAN argumentó que en ningún momento habían tomado propiedades de la Organización Nacional para la Mujer (NOW). Este reclamo fue rechazado y PLAN lo llevó a la Corte Suprema. El tribunal votó 8-1 a favor de Scheidler y PLAN. Se dictaminó que PLAN, aunque privó a las clínicas de aborto de propiedades, en realidad no adquirió nada, lo que significa que PLAN no cometió extorsión bajo la Ley Hobbs.